# Scaled Composites Stratolaunch
O Scaled Composites Stratolaunch (apelidado de Roc) é uma aeronave atualmente em desenvolvimento pela Scaled Composites para fornecer uma plataforma de lançamento de veículos espaciais. Com uma envergadura de 117 metros (385 pés), será a maior aeronave do mundo em envergadura a entrar em operação, destronando o Hughes H-4 Hercules e o Antonov An-225 Mriya.

## Características
Cada uma das fuselagens do avião tem 238 pés (72 metros) de comprimento e será apoiado por 12 rodas do trem de pouso principal e duas rodas do trem de pouso do nariz, para um total de 28 rodas, onde será necessário 3 700 metros de pista para a decolagem.

Scaled Composites Stratolaunch (rosa) comparado em comprimento e envergadura com:
Hughes H-4 Hercules (amarelo)
Antonov An-225 Mriya (verde)
Airbus A380 (vermelho)
Boeing 747-8 (azul)

## Testes
O lançamento de veículos espaciais está previsto para acontecer a 35 mil pés. Em junho de 2016, a construção do primeiro protótipo foi 76% concluída.
Em junho de 2017, o avião saiu do hangar para iniciar as fases de testes e voo inaugural. 
"Isto marca o fim da fase inicial de construção da aeronave e o começo da fase de testes em terra (...), incluindo turbinas e taxiamento antes do primeiro voo", disse Jean Floyd, CEO da empresa do magnata filantropo e cofundador da Microsoft Paul Allen.
A aeronave voou pela primeira vez em 13 de abril de 2019, no Porto Espacial e Aéreo de Mojave, atingindo 5 200 metros de altura e a velocidade de 305 km/h em um voo de 2h29min de duração.
Após o falecimento de Paul Allen o controlo do seu dinheiro passou para os seus herdeiros, e a sua irmã parece não estar disposta a manter o projeto da gigantesca aeronave.